# Emil Săndoi
Emil Săndoi (n. 1 martie 1965, Craiova, România) este un fotbalist român retras din activitate, care a jucat pe post de fundaș la echipe ca FCU Craiova, Argeș Pitești și Angers. Pe plan internațional, are prezențe la națională pentru România. După încheierea carierei, a devenit antrenor, și a antrenat, printre altele, România Sub-21, Pandurii și FCU Craiova.
Săndoi a evoluat pentru echipa națională de fotbal a României la Campionatul Mondial de Fotbal din 1990.
La 10 decembrie 2004 a fost decorat cu Medalia „Meritul Sportiv” clasa I.
În martie 2008 a fost decorat cu Ordinul „Meritul Sportiv” clasa a III-a, pentru rezultatele obținute la turneele finale din perioada 1990-2000 și pentru întreaga activitate.

## Palmares

### Ca jucător
Universitatea Craiova
- Divizia A: 1990–91
- Cupa României: 1990-1991, 1992–1993